# Borne armoriée du Bois-Rondot
La borne armoriée du Bois-Rondot est une borne entre les communes de Chagny et de Rully dans le département français de Saône-et-Loire et la région Bourgogne-Franche-Comté.

## Historique
Elle fait l'objet d'un classement au titre des monuments historiques depuis le 14 décembre 1921,.